# Marquesado de Agrópoli
El marquesado de Agrópoli es un título nobiliario español. Fue creado como título de Nápoles por el rey Felipe III de España el 12 de agosto de 1617, en favor de Jorge de Mendoza y Aragón, que era hijo de Íñigo López de Mendoza y de María de Mendoza, su mujer, y nieto paterno de otro Íñigo López de Mendoza, III marqués de Mondéjar y IV conde de Tendilla.
En 1662, por extinción de la línea directa de la casa de Mondéjar, el marquesado de Mondéjar y condado de Tendilla recayeron en Francisca Juana de Mendoza y Córdoba, hija primogénita de la II marquesa de Agrópoli, y desde entonces el marquesado napolitano se sucedió en los marqueses de Mondéjar como un título secundario de esta casa, hasta la desaparición del reino de las Dos Sicilias. 
El 11 de junio de 1956 este marquesado fue reconocido como título español por el generalísimo Franco y rehabilitado «a primer titular» en favor de José Nicolás de Melgar y Álvarez de Abreu, V marqués de San Andrés. El beneficiario de la rehabilitación era hijo de Juan de la Cruz de Melgar y Quintano, V marqués de Canales de Chozas, y de María del Campanar Álvarez de Abreu y Álvarez de las Asturias-Bohorques, su mujer, de los marqueses de la Regalía, que era a su vez prima carnal de Íñigo Álvarez de las Asturias-Bohorques, XIV y último poseedor del título en las Dos Sicilias.

## Lista de marqueses de Agrópoli
|                                                                                    | Titular                                                                            | Periodo                                                                            |
| Título de Nápoles, después de las Dos Sicilias (creación por Felipe III de España) | Título de Nápoles, después de las Dos Sicilias (creación por Felipe III de España) | Título de Nápoles, después de las Dos Sicilias (creación por Felipe III de España) |
| ---------------------------------------------------------------------------------- | ---------------------------------------------------------------------------------- | ---------------------------------------------------------------------------------- |
| I                                                                                  | Jorge de Mendoza y Aragón                                                          | 1617-c.1640                                                                        |
| II                                                                                 | María de Mendoza y Aragón y Garnica                                                | c.1640-1671                                                                        |
| III                                                                                | Francisca Juana de Mendoza y Córdoba                                               | 1671-1679                                                                          |
| IV                                                                                 | María Gregoria de Mendoza y Córdoba                                                | 1679-1712                                                                          |
| V                                                                                  | José de Mendoza Ibáñez de Segovia                                                  | 1712-1734                                                                          |
| VI                                                                                 | Nicolás Luis de Mendoza Ibáñez de Segovia y Velasco                                | 1734-1742                                                                          |
| VII                                                                                | Nicolás María de Mendoza Ibáñez de Segovia y Alarcón                               | 1742-1767                                                                          |
| VIII                                                                               | Marcos Ignacio de Mendoza Ibáñez de Segovia y Velasco                              | 1767-1779                                                                          |
| IX                                                                                 | Catalina Eulalia de Mendoza Ibáñez de Segovia y Velasco                            | 1779-c.1780                                                                        |
| X                                                                                  | Pascual Benito Bellvís de Moncada y Mendoza                                        | c.1780-1781                                                                        |
| XI                                                                                 | Juan de la Cruz Bellvís de Moncada y Pizarro                                       | 1781-1835                                                                          |
| XII                                                                                | Antonio Ciriaco Bellvís de Moncada y Toledo                                        | 1835-1842                                                                          |
| XIII                                                                               | José Álvarez de las Asturias-Bohorques y Bellvís de Moncada                        | 1842-1852                                                                          |
| XIV                                                                                | Íñigo Álvarez de las Asturias-Bohorques y Bohorques                                | 1852-1883                                                                          |
| Título español (rehabilitación por Francisco Franco)                               |                                                                                    |                                                                                    |
| II                                                                                 | José Nicolás de Melgar y Álvarez de Abreu                                          | 1956-1959                                                                          |
| III                                                                                | María del Carmen Sonsoles de Melgar y Macías                                       | 1959-2014                                                                          |
| IV                                                                                 | Armenak Pedro Hamparzoumian y Melgar                                               | 2015-2016                                                                          |
| V                                                                                  | Pedro Antonio Hamparzoumian Arango                                                 | 2016-hoy                                                                           |

## Historia genealógica de los marqueses de Agrópoli
- Jorge de Mendoza y Aragón,[1] I marqués de Agrópoli en el Reino de Nápoles. El marquesado fue reconocido como título español en 1956 y rehabilitado «a primer titular» en favor de:

- José Nicolás de Melgar y Álvarez de Abreu (1884-1966),  II marqués de Agrópoli[1] y II de San Andrés (reconocido y rehabilitado también a su favor en 1922).

Se casó con María de la Concepción Macías y Ramírez de Arellano. Sucedió por cesión y Carta del 13 de marzo de 1959 su hija:
- María del Carmen Sonsoles de Melgar y Macías (1920-2014), III marquesa de Agrópoli,[1] que falleció en Madrid el 16 de mayo de 2014.[11]

Se casó con Bedrós (Pedro) Hamparzoumian y Margossian, que falleció en Ávila el 22 de agosto de 1979. Por Orden publicada en el BOE del 2 de febrero de 2015, sucedió su hijo:
- Armenak Pedro Hamparzoumian y Melgar (m. 2016), IV marqués de Agrópoli.

Se casó con Pilar Arango. Por Orden publicada en el BOE del 13 de diciembre de 2016, y Real Carta del 25 de enero de 2017, sucedió su hijo:
- Pedro Antonio Hamparzoumian Arango, V y actual marqués de Agrópoli.